# Phil Regan
Philip „Phil“ Joseph Christopher Aloysius Regan (* 28. Mai 1906 in Brooklyn, New York; † 11. Februar 1996 in Santa Barbara, Kalifornien) war ein US-amerikanischer Sänger und Schauspieler.

## Leben und Karriere
Phil Regan war das jüngste von fünf Kindern irischer Einwanderer und wuchs in ärmlichen Verhältnissen in Brooklyn auf. Er arbeitete zunächst als Polizist in New York, ehe er eine hauptberufliche Karriere als Sänger und Schauspieler begann. Sein Nachruf in der Los Angeles Times nennt als Regans Durchbruch, dass er mit seiner Tenorstimme einen Talentwettbewerb gewonnen habe. Dieser Sieg habe ihm den Weg zu einem Gastauftritt in der damals sehr populären Radioshow des Komiker-Ehepaares George Burns und Gracie Allen geebnet. Ein Artikel aus dem Jahr 1938 erwähnt, dass der damals angesehene Gesangslehrer John Hutchins ihn außerdem gefördert habe. Regans Spitzname wurde, in Bezug auf seinen früheren Beruf, the singing cop („der singende Polizist“).
Regan erlangte in den 1930er- und 1940er-Jahren größere Popularität als Sänger und Schauspieler. Er absolvierte Auftritte in einigen der populärsten Radioprogramme der USA und arbeitete mehrfach mit Bandleader Guy Lombardo und dessen Orchester. Der als gutaussehend geltende Tenorsänger war insbesondere auf Liebeslieder spezialisiert. Ab 1933 kam er als Schauspieler zu ersten Nebenrollen in Hollywood, unter anderem bei Warner Brothers im Busby-Berkeley-Musicalfilm Broadway-Show. Sein Filmerfolg vergrößerte sich nach seinem Wechsel zu Republic Pictures, wo er in Komödien oder Musicals wie Manhattan Merry-Go-Round (1937) oder She Married a Cop (1939) Hauptrollen innehatte. In den 1940er-Jahren drehte er mehrfach für das auf B-Movies spezialisierte Studio Monogram Pictures. Regans letzter Filmauftritt erfolgte im Jahr 1950 in dem MGM-Musicalfilm Drei kleine Worte, in dem er sich an der Seite von Fred Astaire selbst darstellte.
Im Verlaufe der 1950er-Jahre zog sich Regan weitgehend aus dem Showgeschäft zurück und begann eine Zweitkarriere in der Öffentlichkeitsarbeit. Er repräsentierte hierbei Kunden wie die Anheuser-Busch Companies und die United Steelworkers. Durch Investitionen in Ölprojekten in Texas wurde er in dieser Zeit endgültig ein vermögender Mann. 1973 wurde Regan aufgrund der versuchten Bestechung eines gewählten Beamten in einer Grundstücksangelegenheit zu einer Haftstrafe verurteilt. Viele seiner Freunde wie der ehemalige kalifornische Gouverneur Pat Brown setzten sich für eine Milderung der Haftstrafe ein. Nach einem Jahr Haft wurde Regan vom Gouverneur Jerry Brown, Pat Browns Sohn, begnadigt.
Phil Regan war politisch stets engagiert und unterstützte bis in die 1960er-Jahre die Demokratische Partei, zunächst mit seiner Popularität als Sänger, später mit seinen Kontakten in der Öffentlichkeitsarbeit. Bei mehreren Parteitagen der Demokratischen Partei sang er deren inoffizielle Parteihymne Happy Days Are Here Again und bei der zweiten Amtseinführung von Harry S. Truman im Jahr 1949 trug er die amerikanische Nationalhymne vor, was er später als den größten Moment seines Lebens bezeichnete. Ab den 1960er-Jahren unterstützte Regan die Republikanische Partei, offenbar vor allem aufgrund seiner persönlichen Freundschaft zu Ronald Reagan.
Mit seiner Ehefrau Josephine Dwyer war er von 1924 bis zu ihrem Tod 1994 verheiratet, das Paar hatte vier Kinder. Weiterhin hinterließ er zum Zeitpunkt seines Todes im Februar 1996 18 Enkel, 29 Urenkel und drei Ururenkel.

## Filmografie
- 1933: Moonlight and Pretzels
- 1934: The Key
- 1934: The Personality Kid
- 1934: Housewife
- 1934: Broadway-Show (Dames)
- 1934: Oh Sailor Behave (Kurzfilm)
- 1934: Student Tour
- 1934: Sweet Adeline
- 1935: What, No Men! (Kurzfilm)
- 1935: Go Into Your Dance
- 1935: In Caliente
- 1935: Romance of the West (Kurzfilm)
- 1935: We're in the Money
- 1935: Broadway Hostess
- 1936: Laughing Irish Eyes
- 1936: Romance in the Air (Kurzfilm)
- 1936: Happy-Go-Lucky
- 1937: The Hit Parade
- 1937: Manhattan Merry-Go-Round
- 1938: Outside of Paradise
- 1939: She Married a Cop
- 1939: Flight at Midnight
- 1941: Las Vegas Nights
- 1943: Sweet Rosie O'Grady
- 1945: Sunbonnet Sue
- 1946: Swing Parade of 1946
- 1946: Sweetheart of Sigma Chi
- 1950: Drei kleine Worte (Three Little Words)